# Denksport Centrum (Paramaribo)
Het Denksport Centrum is een denksportcentrum in Suriname. Het gebouw staat op het terrein van de Anton de Kom Universiteit in Paramaribo en is ingericht voor dammen, schaken, troefcall en andere denksporten. Het directoraat Sport nam het beheer over het pand echter kort daarna over. Anno 2022 kunnen de denksportbonden er zelf geen gebruik meer van maken.
Het pand is een schenking van de Chinese regering en werd officieel geopend op 30 december 2019 door onder meer Lalinie Gopal (minister van Sport en Jeugd), Gillmore Hoefdraad (minister van Financiën en schaker), Frank Lo Kim Lin (schaker) en Liu Quan (ambassadeur van China). Lo Kim Lin is voorzitter van de Surinaamse Schaak Bond en is een van de trekkers geweest voor de realisering van het centrum. De bouwwerkzaamheden duurden iets meer dan twee jaar en werden uitgevoerd door de China Dalian International Cooperation.

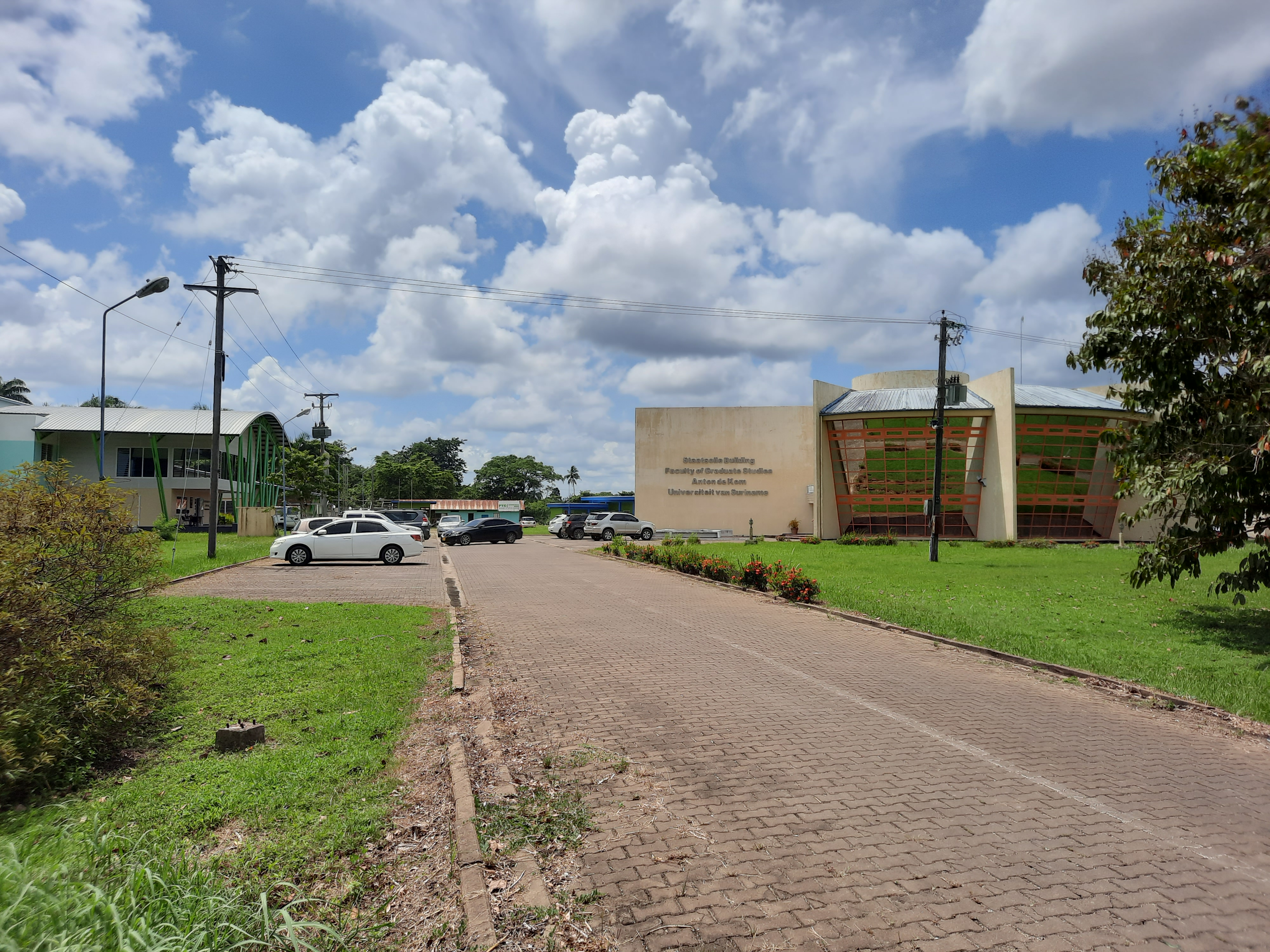
Het Denksport Centrum tegenover de Faculty of Graduate Studies